# 滨海巴伊港
滨海巴伊港（法語：Port-Bail-sur-Mer，法語發音：[pɔʁ baj syʁ mɛʁ]）是法国芒什省的一个市镇，属于瑟堡区。该市镇于2019年由原市镇巴伊港、代讷维尔和圣洛杜尔维尔合并而成，行政中心位于巴伊港。

## 地理
滨海巴伊港（49°20'10"N, 1°41'41"W）面积38.50 平方千米，位于法国诺曼底大区芒什省，该省份为法国西北部沿海省份，西、北、东北三面环大西洋，东起顺时针与卡爾瓦多斯省、奧恩省、马耶讷省和伊勒-维莱讷省接壤。
与滨海巴伊港接壤的市镇（或旧市镇、城区）包括：滨河圣乔治、勒梅尼勒、菲耶维尔莱米讷、贝讷维尔、康维尔拉罗克、圣索沃尔-德皮埃尔蓬、拉艾。
滨海巴伊港的时区为UTC+01:00、UTC+02:00（夏令时）。

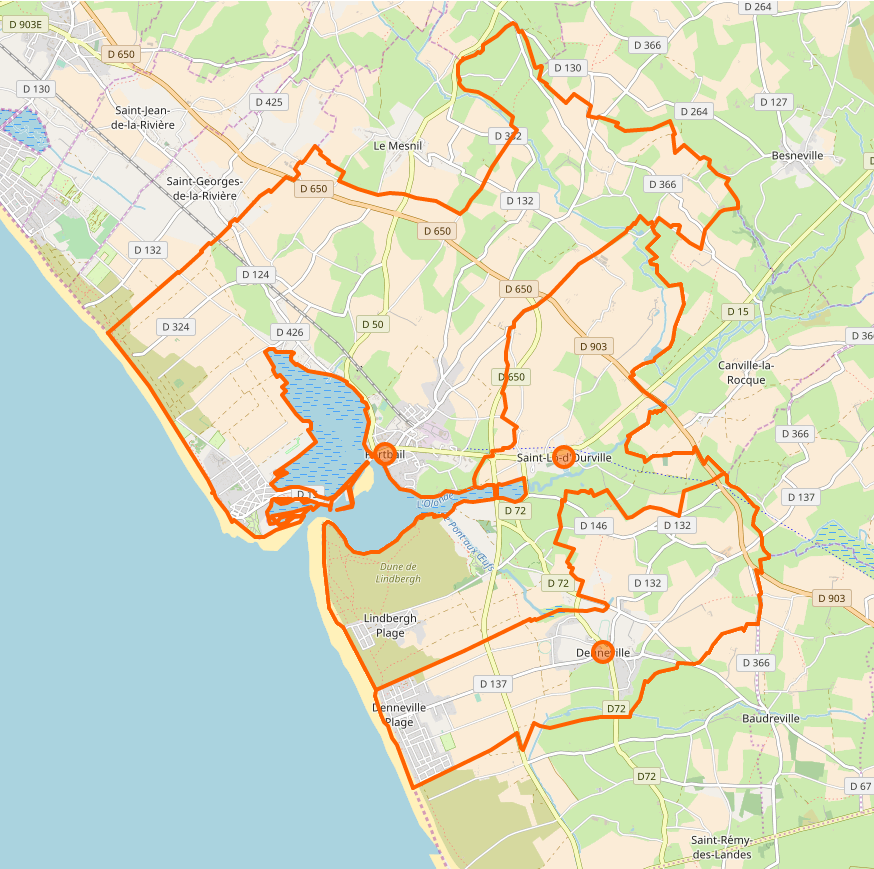
滨海巴伊港的OSM定位图

## 行政
滨海巴伊港的邮政编码为50580，INSEE市镇编码为50412。

## 政治
滨海巴伊港所属的省级选区为莱皮约县。

## 人口
滨海巴伊港于2022年1月1日时的人口数量为2522人。